# Natalia Grace
Natalia Grace Barnett (Nicolaiev, 4 de septiembre de 2003) es una mujer estadounidense de origen ucraniano con enanismo, que en 2010 fue adoptada por una familia estadounidense pero abandonada por ellos dos años después. Los padres adoptivos de Barnett afirmaron que era mayor de edad y, en 2012, solicitaron con éxito una orden judicial que cambiaba legalmente su año de nacimiento de 2003 a 1989. Sin embargo, a través de una prueba de ADN realizada en agosto de 2023, la empresa de pruebas de salud TruDiagnostic estimó que Grace tenía unos 22 años, lo que significa que tenía alrededor de 11 años cuando sus padres adoptivos la abandonaron. Barnett es el tema de dos series de televisión, la serie de 2023-2024 The Curious Case of Natalia Grace (retitulada como The Curious Case of Natalia Grace: Natalia Speaks para la temporada 2) y la serie de televisión de Hulu, Good American Family.

## Primeros años y adopción
Natalia Grace nació en Ucrania, hija de Anna Volodymyrivna Gava de Nicolaiev. Después de nacer, fue internada en un orfanato en Ucrania. Le diagnosticaron displasia espondiloepifisaria congénita, una forma rara de enanismo. Llegó a los Estados Unidos con una adopción temporal y fue adoptada de manera definitiva por Kristine y Michael Barnett en la primavera de 2010. Natalia tuvo una adopción previa en los Estados Unidos y múltiples adopciones temporales antes de su adopción definitiva por parte de los Barnett. Tomó definitivamente el nombre de Natalia Grace Barnett.

## Abandono
En 2012, los Barnett solicitaron exitosamente al tribunal del condado de Marion que cambiara los registros de nacimiento ucranianos de Natalia para indicar una fecha de nacimiento de 1989, lo que cambió legalmente su edad de 8 a 22 años, algo bastante controvertido en el caso. En julio de 2013, los Barnett trasladaron a Natalia a un apartamento en Westfield, Indiana, y más tarde a Lafayette, Indiana. Luego, los Barnett se mudaron con sus hijos biológicos a Canadá, dejando a Natalia sola en el apartamento de Lafayette. Poco después de quedarse sola allí, el obispo Antwon y Cynthia Mans invitaron a Natalia a vivir con ellos, ya que notaron que Natalia luchaba por vivir sola. Los Barnett fueron acusados de negligencia hacia un dependiente, pero posteriormente Michael fue declarado inocente.
Los fiscales del caso de negligencia contra los Barnett pudieron localizar a la madre biológica de Natalia en Ucrania, identificada como Anna Volodymyrivna Gava, que nació el 20 de abril de 1979 en Letonia. Las pruebas de ADN confirmaron que Gava era la madre biológica de Natalia. Si la fecha de nacimiento de 1989 asignada por el tribunal a Natalia fuera correcta, Gava habría dado a luz a Natalia a los 10 años de edad, algo bastante improbable. Los fiscales también obtuvieron registros de nacimiento y hospitalarios de Ucrania que respaldan la fecha de nacimiento original de Natalia del 4 de septiembre de 2003. A los fiscales se les prohibió presentar pruebas de que Natalia era una menor de edad, nacida en 2003 como les habían indicado a los Barnett cuando la dejaron vivir sola en un apartamento, y el caso de negligencia se juzgó basándose en la discapacidad de Natalia, no en su edad.
Cynthia Mans, quien acogió a Natalia después de descubrirla abandonada en el apartamento de Lafayette, dijo que creía que Kristine Barnett se inspiró para cambiar legalmente la edad de Natalia en la película Orphan de 2009, ya que lo que contaba coincidía con lo ocurrido en la película. Los Barnett afirmaron que Natalia estaba mintiendo sobre su edad y además también exhibió un comportamiento sociópata similar a la trama de esa película, indicando supuestos sucesos como que Natalia aparecía en su habitación con un cuchillo diciendo que los quería matar. Los Mans dijeron que Natalia no exhibió un comportamiento sociópata jamás mientras vivía con ellos en su casa cuando la acogieron.

## En los medios
En 2019, Natalia estuvo en un episodio de Dr. Phil. Su vida ha sido tratada en la serie de Investigation Discovery de 2023 El curioso caso de Natalia Grace (rebautizada como El curioso caso de Natalia Grace: Natalia habla para la temporada 2). Su historia es la base de una serie de televisión producida por Hulu, titulada Good American Family, que fue estrenada en 2025 a través de Disney +.